# Кемеровская филармония
Государственная филармония Кузбасса имени Бориса Штоколова — филармония в Кемерове Российской Федерации. Названа в честь оперного певца Бориса Тимофеевича Што́колова.

## История
История филармонии Кузбасса началась 9 июня 1943 года, когда в Кемеровской области появляется своё Концертно-эстрадное бюро (КЭБ) — предшественник филармонии.
КЭБ был необходим — шла война, нужно было поддержать моральный дух тех, кто трудился в тылу. В составе Бюро работали колхозно-совхозные и городская концертная бригады. В программах были заявлены художественное чтение, вокально-музыкальные номера, хоровые песни, художественный свист, пластический этюд, скрипка и баян. До 1947 года у КЭБа не было своего транспорта, артисты добирались до мест выступления поездом, речным транспортом, на санях, на автомобилях и даже на тракторе.
За время работы КЭБ в Кузбассе побывали оркестры под управлением Леонида Утесова с программой «Бей врага», джаз-оркестр Бориса Ренского с программой «Страна героев», солисты Большого театра СССР, артисты Свердловской и Томской филармонии, цыганские ансамбли, татарский ансамбль, ансамбль лилипутов и другие. Изначально КЭБ не имел своего помещения. Бюро размещалось в квартире жилого дома, в здании Облисполкома, в кинотеатре «Москва», а с 1949 года занимало помещения во Дворце Труда.
Со временем концертно-эстрадное Бюро стало превращаться в серьёзную многочисленную организацию со множеством задач. 8 апреля 1954 года Исполнительный комитет Кемеровского областного Совета депутатов трудящихся принимает решение о создании в регионе Государственной филармонии. В 1957-1959 гг. в филармонии на основе малого симфонического оркестра Кемеровского музыкального училища формируется симфонический оркестр.
Первым крупным мероприятием, который провела Кемеровская филармония, стал Кузбасский музыкальный фестиваль. Он был посвящен передовикам производства и проходил с 15 по 31 июня 1963 года в Кемерове, Новокузнецке, Прокопьевске и других городах Кемеровской области.
19 января 1979 г. состоялось открытие нового здания, в котором филармония находится и сейчас. Здание было построено коллективом треста «Кемеровогражданстрой» по проекту института «Кемеровогорпроект». Автор проекта - архитектор Юрий Сергеевич Зюзьков. К открытию вокруг филармонии был разбит сквер площадью 7 га.
Сейчас филармония располагает Большим залом на 855 мест, Органным залом на 440 мест, Камерным залом на 60 мест, конференц-залом на 50 мест, а также 7 зонами отдыха (в том числе двумя зрительскими барами), помещениями для репетиций, структурных подразделений филармонии.
С 1999 года филармонию Кузбасса возглавляла первая женщина-руководитель за всю историю филармонии — Людмила Владимировна Пилипчук. С 5 августа 2024 года директором назначена Ирина Николаевна Сагайдак.  
С 2008 года Кузбасская филармония носит имя Бориса Тимофеевича Штоколова.
При филармонии есть 2 музея — Б. Т. Штоколова и истории филармонии.
В филармонии (в Литературном театре «Слово») работал актёр театра и кино, поэт, писатель Николай Шарифулин.

## Коллективы филармонии
- Губернаторский симфонический оркестр
- Губернаторский духовой оркестр
- Губернаторский камерный хор
- Губернаторский оркестр русских народных инструментов
- Губернаторский театр танца «Сибирский калейдоскоп»
- Литературный театр «Слово»
- Струнный квартет «Элегия»
- Камерный оркестр
- Ансамбль скрипачей «Созвучие»
- Ансамбль народной музыки «СмоРодина»
- Солисты

## Инструменты
В октябре 1983 в Малом зале был установлен концертный орган, работы Франкфуртской фирмы «Sauer». Филармония также обладает редкими инструментами, такие как: экспериментальный рояль «Москва», рояли фирм "Petrof" и «August Förster», пианино марки «Rönisch»